# Hiệp định Paris (1898)
Hiệp định Paris được ký năm 1898 là một thoả thuận mà theo đó thì Tây Ban Nha giao nộp quyền kiểm soát Cuba, Puerto Rico, một phần Tây Ấn (thuộc vùng Caribe), Guam, Philippines cho Hoa Kỳ để lấy một khoản tiền trị giá hai mươi triệu đô la.. Các bên ký kết hiệp định vào ngày 10 tháng 12 năm 1898 sau kết thúc của Chiến tranh Tây Ban Nha-Mỹ và có hiệu lực vào ngày 11 tháng 4 năm 1898.
Hiệp định này báo hiệu cho sự cáo chung của Đế quốc Tây Ban Nha ở vùng Tây Ấn thuộc Tây Ban Nha và Thái Bình Dương (xem Hiệp định Đức-Tây Ban Nha (1899)) đồng thời ghi dấu sự mở đầu của thế lực cường quốc Hoa Kỳ.

## Bối cảnh
Khoản IV của thoả thuận ngừng bắn giữa Hoa Kỳ và Tây Ban Nha ngày 2 tháng 8 năm 1898 ghi:
Hoa Kỳ và Tây Ban Nha sẽ chỉ định không qua năm uỷ viên để đàm phán hoà bình và các uỷ viên được chọn phải gặp nhau tại Paris chậm nhất là ngày 1 tháng 10 năm 1898, tiến hành đàm phán và đề ra được một hiệp ước hoà bình có sự phê chuẩn dựa theo các hình thức hiến pháp tương ứng của hai nước.
Cơ cấu của phái đoàn Hoa Kỳ hơi bất thường bởi ba trong số các uỷ viên là thượng nghị sĩ (nghĩa là chính họ sẽ bỏ phiếu phê chuẩn những thoả thuận do chính họ đề ra)
Phái đoàn Hoa Kỳ bao gồm:
- William R. Day, lãnh đạo đoàn, cựu ngoại trưởng, người đã bỏ chức để dẫn đầu phái đoàn Hoa Kỳ đến Paris.
- William P. Frye, thượng nghị sĩ tiểu bang Maine
- Cushman Kellogg Davis, thượng nghị sĩ tiểu bang Minnesota
- George Gray, thượng nghị sĩ tiểu bang Delaware
- Whitelaw Reid, từng là một nhà ngoại giao và cựu ứng viên chức phó tổng thống

Ngày 16 tháng 9, tổng thống Hoa Kỳ William McKinley gửi lời hướng dẫn bí mật cho các phái viên của mình:
Tôi chân thành mong ước rằng trong tiến trình hoà đàm, nước Hoa Kỳ sẽ vẫn tuân thủ quy tắc ứng xử đã dẫn lối đất nước trong cuộc chiến. Ngoài ra, người chiến thắng cần tỏ ra cao thượng trong lối ứng xử với kẻ bại trận. Đừng để đạo đức của chúng ta bị những ý nghĩ ám muội (có thể cám dỗ chúng ta đòi hỏi quyền lợi một cách quá đáng hoặc mạo hiểm đi vào một con đường lạ lẫm) làm lu mờ.... Philippines lại là một chuyện khác.... Dù lúc đầu chúng ta không có bất kì suy nghĩ nào về việc mua lại một phần hoặc toàn bộ vùng lãnh thổ này, nhưng sự hiện diện và thành công của quân đội Hoa Kỳ tại Manila đã áp đặt cho chúng ta những nghĩa vụ mà chúng ta không thể nào bỏ qua. Sự tiến triển của các sự kiện đã điều khiển và thắng thế hành động của con người. Không có gì phải giấu giếm, chúng ta đã tự thừa nhận cái đích từng thôi thúc nỗ lực chiến đấu của chúng ta, mà giờ đây chúng ta vẫn đang phải đau đầu tuân thủ; không thể không biết rằng cuộc chiến vừa qua đã mang đến bao nghĩa vụ và trách nhiệm mà chúng ta phải đáp ứng nếu muốn trở thành một quốc gia vĩ đại. Không nhà chính trị Hoa Kỳ nào có thể bàng quan trước một cơ hội thương mại mà sự chiếm hữu Philippines có thể mang lại. Vấn đề còn lại chỉ là tận dụng mọi phương tiện hợp pháp để mở mang thương mại của nước Hoa Kỳ;... Xét trên những gì vừa nói, Hoa Kỳ chỉ chấp nhận một sự san nhượng hoàn toàn đối với chủ quyền của đảo Luzon....

Phái đoàn Tây Ban Nha gồm các nhà ngoại giao Eugenio Montero Ríos, Buenaventura de Abarzuza, José de Garnica, Wenceslao Ramírez de Villa-Urrutia, Rafael Cerero, và một người Pháp là Jules Cambon.

## Đàm phán

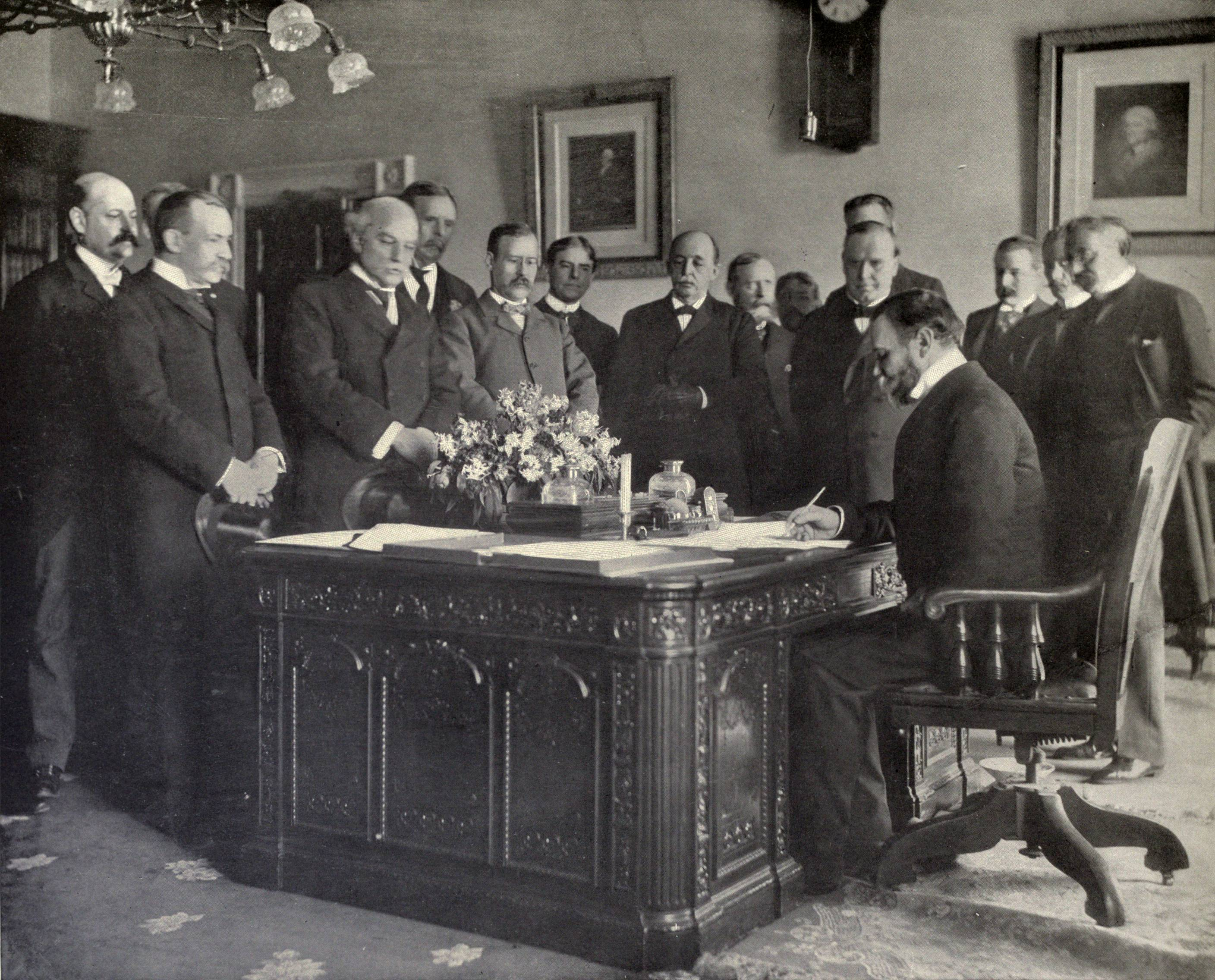
John Hay, đại diện cho Hoa Kỳ, ký bản ghi nhớ về việc phê chuẩn hiệp định

Phái đoàn Hoa Kỳ, đứng đầu là cựu Ngoại trưởng William R. Day, đến Paris vào ngày 26 tháng 9 năm 1898. Các cuộc đàm phán được tiến hành trong một dãy phòng tại Bộ Ngoại giao. Tại phiên họp đầu tiên vào ngày 1 tháng 10, người Tây Ban Nha yêu cầu rằng trước khi triển khai đàm phán, thành phố Manila, bị người Hoa Kỳ chiếm vài giờ sau khi Tây Ban Nha và Hoa Kỳ ký kết thỏa thuận hòa bình tại Washington, phải được trả lại cho Tây Ban Nha. Tuy nhiên, vấn đề này bị Hoa Kỳ từ chối xem xét và không được bàn luận gì thêm nữa. Cần chú ý là trong hội nghị này có sự góp mặt của một đại diện cho nền Cộng hòa thứ nhất của Philippines, luật sư Felipe Agoncillo, nhưng hầu như ông này bị hai cường quốc lờ đi.
Trong gần một tháng, các cuộc đàm phán chỉ xoay quanh vấn đề Cuba.Đạo luật tu chỉnh Teller đã sửa đổi Lời tuyên chiến của Hoa Kỳ với Tây Ban Nha, khiến Hoa Kỳ không thể sáp nhập Cuba vào lãnh thổ của mình như nước này làm với Puerto Rico, Guam và Philippines. Lúc đầu, Tây Ban Nha từ chối lãnh trách nhiệm cho khoản nợ quốc gia trị giá bốn trăm triệu đô la của Cuba nhưng cuối cùng nước này đành chấp nhận chuyển giao đất nước Cuba cho người bản xứ và nhận nợ về mình. Tây Ban Nha cũng đồng ý nhượng lại Guam và Puerto Rico.
Đối với vấn đề Philippines, Tây Ban Nha cố gắng còn nước còn tát, hi vọng chỉ phải nhượng lại Mindanao và quần đảo Sulu. Trưởng đoàn Hoa Kỳ từng có lần khuyến khích mua lại căn cứ hải quân duy nhất ở Manila để làm "tiền đồn". Những người khác đề xuất chỉ giữ lại đảo Luzon. Tuy vậy, trong cuộc thảo luận, ủy ban kết luận rằng nước Hoa Kỳ sẽ gặp rắc rối nếu để Tây Ban Nha giữ lại một phần Philippines vì có khả năng nước này sẽ bán lại phần đất đó cho một cường quốc châu Âu khác. Ngày 25 tháng 11, phái đoàn Hoa Kỳ gửi điện tín cho tổng thống McKinley để xin chỉ thị dứt khoát. Lời hồi đáp của tổng thống là, ông không còn sự lựa chọn nào khác ngoài việc đòi hỏi toàn bộ quần đảo Philippines. Sáng hôm sau, McKinley gửi thêm bức điện khác với nội dung:
...chỉ đơn thuần nhận lấy Luzon, để phần còn lại của quần đảo cho Tây Ban Nha cai trị, hoặc để nó trở thành đối tượng của một cuộc cạnh tranh trong tương lai, là hành động không thể biện hộ được, xét cả về mặt chính trị, thương mại và nhân đạo. Hoặc lấy cả quần đảo, hoặc không gì cả. Không bao giờ chấp nhận điều thứ hai, do vậy phải thực hiện điều thứ nhất.

Ngày 4 tháng 11, phái đoàn Tây Ban Nha (với sự ủng hộ của thủ tướng Práxedes Mateo Sagasta) chính thức chấp nhận yêu sách của Hoa Kỳ. Viễn cảnh đàm phán thất bại và chiến tranh tái diễn ngày càng hiện lên. Tuy nhiên theo kết quả bầu cử được công bố ngày 8 tháng 11, phe Cộng hoà của McKinley mất ít ghế trong Quốc hội hơn dự đoán lúc trước. Tin tức này đã giúp phái đoàn Hoa Kỳ vững tin hơn, và Frye đã hé lộ kế hoạch mua lại quần đảo Philippines với giá là mười hoặc hai mươi triệu đô la.
Sau vài cuộc thảo luận, đoàn Hoa Kỳ đồng ý mức giá hai mươi triệu đô la vào ngày 21 tháng 11, chỉ bằng 1/10 so với giá trị ước tính trong một cuộc thảo luận kín vào tháng 10, và yêu cầu Tây Ban Nha phải cho biết câu trả lời trong vòng hai ngày. Rios giận dữ nói rằng ông ta có thể trả lời ngay cũng được, nhưng đoàn Hoa Kỳ đã bỏ khỏi bàn hội nghị từ trước. Lần kế tiếp khi hai bên gặp lại nhau, nữ hoàng (nhiếp chính) Maria Christina của Tây Ban Nha đã gửi điện và bày tỏ sự đồng ý. Montero Rios trích dẫn lời hồi đáp chính thức như sau:
Chính phủ của Nữ hoàng, bị xúc động bởi các lý do cao cả của lòng yêu nước và lòng nhân đạo, sẽ không gánh được trách nhiệm nếu một lần nữa để nước Tây Ban Nha rơi vào cảnh chiến tranh kinh hoàng. Mặc dù không hề dễ dàng nhưng để tránh khỏi viễn cảnh đó, Tây Ban Nha chấp nhận phục tùng luật lệ của người thắng trận, và vì Tây Ban Nha thiếu nguồn lực để bảo vệ những quyền lợi mà Tây Ban Nha tin rằng là của mình như đã được ghi nhận, Tây Ban Nha đồng ý những điều khoản của Hoa Kỳ nhằm đạt được thỏa thuận hòa bình.

Những bước cuối cùng để cho ra bản sơ thảo hiệp định được khởi đầu từ ngày 30 tháng 11. Ngày 18 tháng 12 năm 1898, hai bên ký vào bản hiệp định. Bước tiếp theo là phê chuẩn nó ở cấp độ lập pháp.

## Tranh cãi trong Thượng viện Hoa Kỳ về bản hiệp định
Trong cuộc tranh luận tại Thượng viện đối với vấn đề phê chuẩn Hiệp định Paris, ý kiến của hai thượng nghị sĩ là George Frisbie Hoar và George Graham Vest đã lấn át những đối thủ khác:
Hiệp định này sẽ biến chúng ta thành một đế quốc tầm thường chuyên đi kiểm soát các dân tộc và chư hầu, ở đó một giai cấp được vĩnh viễn cai trị và các giai cấp còn lại phải vĩnh viễn phục tùng.— George Frisbie Hoar

Một số nhân vật theo chủ nghĩa chống bành trướng phát biểu rằng bản hiệp định không chỉ biến Hoa Kỳ thành một đế quốc mà còn vi phạm những nguyên tắc cơ bản nhất của Hiến pháp. Họ cho rằng cả Quốc hội và tổng thống đều không có quyền thông qua các sắc luật để cai trị các dân tộc thuộc địa khác do các nhà làm luật Hoa Kỳ không đại diện cho họ.
Trong khi đó, phe ủng hộ Hiệp định nói rằng:
Nếu Hoa Kỳ bác bỏ Hiệp định, tức chúng ta tiếp tục tình trạng chiến tranh. Chúng ta bác bỏ tổng thống. Chúng ta sẽ bị dán nhãn là những kẻ không có khả năng trở thành một trong những cường quốc hàng đầu thế giới!— Henry Cabot Lodge

Thượng đế trao cho Hoa Kỳ trách nhiệm mở mang nền văn minh Kitô giáo. Chúng ta đến với tư cách là các thiên thần chứ không phải những tên bạo chúa.— Knute Nelson

Phe chủ trương bành trướng tuyên bố rằng Hiến pháp Hoa Kỳ chỉ áp dụng cho công dân Hoa Kỳ.
Trong khi cuộc tranh cãi vẫn chưa đến hồi kết, Andrew Carnegie và cựu tổng thống Grover Cleveland thỉnh nguyện Thượng viện bác bỏ Hiệp định Paris.

## Phê chuẩn
Tại Madrid, Quốc hội Tây Ban Nha bác bỏ hiệp định nhưng nữ hoàng nhiếp chính vẫn ký phê chuẩn nhờ một điều khoản trong hiến pháp Tây Ban Nha.
Ngày 6 tháng 2 năm 1899, Quốc hội Hoa Kỳ phê chuẩn hiệp định được với tỉ lệ 57/27, tức chỉ dư một phiếu để đạt 2/3 số phiếu cần thiết. Chỉ có hai nghị sĩ đảng Cộng hòa là ông George Frisbie Hoar (tiểu bang Massachusetts) và ông Eugene Pryor Hale (tiểu bang Maine) bỏ phiếu chống lại hiệp định.

## Điều khoản
Hiệp định Paris quy định một nền độc lập cho Cuba nhưng Quốc hội Hoa Kỳ đã đảm bảo hòn đảo này sẽ phải nằm dưới sự kiểm soát của Hoa Kỳ thông qua Đạo luật tu chỉnh Platt. Cụ thể, Tây Ban Nha từ bỏ tất cả các tuyên bố chủ quyền và danh nghĩa đối với Cuba. Sau khi Tây Ban Nha rời khỏi Cuba, Hoa Kỳ sẽ chiếm đảo này, đồng thời đảm trách mọi trách nhiệm pháp lý theo luật pháp quốc tế liên quan đến hành động chiếm đảo.
Hiệp định cũng đảm bảo rằng Tây Ban Nha sẽ nhượng lại đảo Puerto Rico và các đảo khác thuộc vùng Tây Ấn, đảo Guam thuộc quần đảo Mariana và quần đảo Philippines (được giới hạn bởi một đường cụ thể) cho Hoa Kỳ.
Theo hiệp định Paris, Tây Ban Nha phải:
- Từ bỏ mọi quyền đối với Cuba.
- Giao nộp Puerto Rico và vùng Tây Ấn mà Tây Ban Nha kiểm soát trước chiến tranh.
- Giao nộp đảo Guam cho Hoa Kỳ.
- Nhượng lại quần đảo Philippines để lấy hai mươi triệu đô la.[1]

Năm 1900, Hiệp định Washington làm rõ thông tin chi tiết về việc nhượng lại Philippines. Sau này, Thỏa thuận Mỹ-Anh năm 1930 xác định rõ biên giới giữa Philippines và Bắc Borneo.